# Тверизовский, Алексей Фёдорович
Алексей Фёдорович Тверизовский (род. 21 марта 1956, Ленинград) — советский хоккеист, вратарь. Тренер.

## Биография
Воспитанник ленинградского СКА. За клуб выступал четыре сезона (1976/77 — 1979/80).
Бронзовый призёр чемпионата СССР среди юниоров 1973 года. На турнире признан лучшим вратарём.
Обладатель Кубка Шпенглера 1977.
Перед сезоном 1980/81 был приглашён в «Ижсталь» из Ижевска — родного города жены — и помог команде вернуться в высшую лигу, где провёл три сезона. В сезоне 1985/86 играл в первой лиге за «Ижорец», в сезоне 1991/92 — за клуб второго финского дивизиона «Кеттеря», который тренировал в 1994 году. В сезоне 1992/93 играл за «Ижорец».
Был тренером в «Спартаке» СПб (1997/98), ХК «Питер» (2006/07). Тренер городской хоккейной школы Санкт-Петербурга, открывшейся в 2007 году (2009/10 — 2013/14).